# 綾部美紀
綾部 美紀（あやべ みき、1968年9月10日 - ）は日本の女優。東京都出身。
旧芸名は小泉 亜紗香（こいずみ あやか）・矢沢 美樹（やざわ みき）。

## 出演

### 映画
- ビー・バップ・ハイスクール 高校与太郎行進曲（1987年） - 裕美 役
- JINGI 仁義
- バカヤロー!3 へんな奴ら
- 3-4X10月

など

### テレビドラマ
- 翔ぶが如く
- 世にも奇妙な物語
- 外科病棟女医の事件ファイル
- タクシードライバーの推理日誌
- 十津川警部シリーズ

など